# Paul Gorogo
Paul Landry Gorogo (ur. 31 grudnia 1984, zm. 13 maja 2015) – piłkarz pochodzący z Burkina Faso. Grał na pozycji pomocnika. Był brązowym medalistą Mistrzostw Świata U-17 w Piłce Nożnej 2001. Reprezentował swój kraj w kategoriach juniorskich (U-17 i U-20). Zagrał także jedno spotkanie w seniorskiej kadrze.

## Sukcesy
AS du Faso-Yennega:
- Mistrzostwo Burkiny Faso: 3

2002, 2003, 2004
- Superpuchar Burkiny Faso: 1
2002

## Kariera piłkarska
Do 2004 roku występował w klubie AS du Faso-Yennega, z którym grał m.in. w Afrykańskim Pucharze Konfederacji wiosną 2004 roku. Jego klub odpadł wtedy w 1/16 finału, a Gorogo zdobył jedną z bramek w eliminacyjnym spotkaniu przeciwko nigeryjskiemu Julius Berger FC. Na początku 2005 roku był na testach w Unii Janikowo. Nie podpisał jednak kontraktu i wyjechał do Maroka, gdzie grał w tamtejszej pierwszej lidze. Później wyjechał do Francji, jednak nie znalazł żadnego klubu, który podpisałby z nim kontrakt. W 2006 roku miał podpisać kontrakt z Zawiszą Bydgoszcz, gdzie miał zostać podstawowym zawodnikiem, jednak zbyt późno otrzymał wizę umożliwiającą mu pobyt w Polsce i do kraju przyjechał we wrześniu, po zamknięciu okienka transferowego. Podpisał wówczas kontrakt z Promieniem Kowalewo Pomorskie, jednak zgodnie z obowiązującymi przepisami w klubie, grającym wówczas w klasie okręgowej, mógł zacząć występować od rundy wiosennej. W klubie tym grał od marca do czerwca 2007 roku i w rozgrywkach ligowych zdobył dziewięć bramek. Po zakończeniu sezonu wziął udział w testach w Lechu Poznań i TKP Toruń. Ostatecznie podpisał jednak kontrakt z Lechem Rypin, grającym wówczas w czwartej lidze. W sezonie 2007/08 zdobył 5 bramek w rozgrywkach ligowych. W lipcu 2008 roku brał udział w testach w dwóch klubach grających wówczas w holenderskiej Eerste divisie, jednak nie podpisał tam kontraktu i wrócił do Rypina. W rundzie jesiennej sezonu 2008/09 zagrał w 13 meczach i zdobył 1 bramkę. W styczniu 2009 roku Lech Rypin z powodów finansowych rozwiązał z nim kontrakt.

## Kariera reprezentacyjna
Zagrał w 5 spotkaniach podczas Mistrzostw Świata U-17 w Piłce Nożnej 2001 zdobywając w nich 2 bramki (w tym jedną w meczu o trzecie miejsce przeciwko reprezentacji Argentyny). Wystąpił także w jednym spotkaniu seniorskiej kadry, 15 lipca 2001 roku, kiedy to w ramach eliminacji do Mistrzostw Świata w Piłce Nożnej 2002 reprezentacja Burkiny Faso przegrała 0–1 z Zimbabwe, a Paul Gorogo grał przez 78 minut i został zmieniony przez Aly Dissę. Był także zawodnikiem reprezentacji Burkiny Faso do lat 20, z którą w czerwcu 2003 roku wystąpił w towarzyskim turnieju w Tulonie, grając w wygranym 4–0 meczu z Polską.